# إد داينر
إد داينر (بالإنجليزية: Ed Diener)‏ هو أستاذ جامعي ومؤلف وعالم نفس أمريكي، ولد في 1946 في غلينديل في الولايات المتحدة. وهو أستاذ علم النفس بجامعة يوتا وأستاذ حائز على تميز جوزيف ر. سمايلي بجامعة إلينوي، وكبير العلماء بمنظمة غالوب. يشتهر بأبحاثه على مدى الأعوام الماضية عن السعادة، بما في ذلك العمل على المزاج والتأثيرات الشخصية على الرفاه، ونظريات الرفاه، والدخل والرفاه، والتأثيرات الثقافية على الرفاه، وقياس الرفاه. كما هو ظاهر في «غوغل سكولار»، فقد استُشهد بأبحاث داينر أكثر من 191 ألف مرة حتى أغسطس من العام 2019. 
بسبب قيمة أبحاثه حول هذا الموضوع، يُطلق على داينر لقب «دكتور سعادة». من بين الباحثين الذين عمل معهم نجد دانييل كانيمان ومارتن سيليجمان.

## خلفيته
وُلد داينر عام 1946 في غليندايل، كاليفورنيا ونشأ في مزرعة في وادي سان خواكين بكاليفورنيا.
التحق بمدرسة سان خواكين الثانوية في فريسنو وحصل بعدها على درجة البكالوريوس في علم النفس عام 1968 من جامعة ولاية كاليفورنيا في فريسنو. حاز على درجة الدكتوراه من جامعة واشنطن عام 1974 وكان عضوًا في هيئة التدريس بجامعة إلينوي لمدة 34 عامًا، تقاعد من نشاطه التدريسي عام 2008.
شغل كرسي «سمايلي» كأستاذ متميز في علم النفس بجامعة إلينوي. عام 2010، حصل على الدكتوراه الفخرية من جامعة برلين الحرة وكلية يوريكا، ثم على جائزة العالم المتميز من الجمعية الدولية لدراسات جودة الحياة، وكذلك جائزة جاك بلوك لمساهماته البارزة في علم نفس الشخصية.
استأنف التدريس عام 2015 أستاذًا في علم النفس في كل من جامعة فرجينيا وجامعة يوتا.
زوجته كارول طبيبة نفسية في الطب الشرعي (طبيبة نفسية ومحامية بنفس الوقت)، وابنتاه ماريسا وماري بيت عالمتان نفسيتان تمامًا كابنه روبرت.

## بحوث السعادة
يعتبر داينر، المعروف أيضًا باسم د. سعادة، أحد الباحثين الرئيسيين في مجال الرفاه الذاتي. الرفاه الذاتي، كما يعرفّه داينر، هو كيفية تقييم الناس لحياتهم، سواء في الوقت الحالي أو لفترات أطول مثل السنة المنصرمة. تشمل هذه التقييمات ردود فعل الناس العاطفية على الأحداث وحالاتهم المزاجية والأحكام التي يطلقوها حول رضاهم عن الحياة وإنجازاتهم ورضاهم عن مجالات مثل الزواج والعمل.
عام 2002، أجرى داينر دراسة في جامعة إلينوي مع مارتين سليغمان، وجدت أن «أبرز الخصائص التي يتقاسمها 10% من الطلاب الذين يتمتعون بأعلى مستويات السعادة وأقل علامات الاكتئاب كانت علاقاتهم القوية مع الأصدقاء والعائلة والالتزام بقضاء بعض الوقت معهم». قال داينر: «من المهم العمل على المهارات الاجتماعية وتوثيق العلاقات الشخصية والدعم الاجتماعي كي نكون سعداء».

### المزاج وتأثيرات شخصية الإنسان على الرفاه الذاتي
وجد داينر أن الارتباط بين الرفاه الذاتي والانفتاح والعصابية أقوى من الارتباط مع أي تنبؤ ديموغرافي أو ظرف حياتي كبير قد دُرس من قبل. أحد جوانب الاختلافات الفردية في الرفاه الذي ركز عليه بحثه عن الشخصية والرفاه الذاتي، هو نظرية التفاعل/ المكافأة العاطفية. اكتشف داينر أن هناك أسبابًا لزيادة الرفاه الذاتي لدى المنفتحين أبعد من كونهم يقضون أوقاتًا أكثر مع الآخرين، وهي فرضية شائعة لدى غيره من الباحثين. وجد أن نظام المكافأة الأكثر نشاطًا لدى المنفتحين له تأثير أكبر من الجانب الاجتماعي أو غير الاجتماعي للموقف الذي يكونون فيه، وهو ما يبدو جليًا في أبحاثه التي توضح أن لطف الموقف هو عامل أكثر أهمية من الجانب الاجتماعي أو غير الاجتماعي في تحديد المتعة التي يشعر بها المنفتحون. هذا وتكشف دراساته الطولية أن المنفتحين أكثر سعادة سواء كانوا يعيشون بمفردهم أو مع آخرين، ويعملون في بيئات عمل اجتماعية أو غير اجتماعية، ويعيشون في المدن الكبيرة أو المناطق الريفية الهادئة.

### الفوائد الموضوعية للرفاه الذاتي
يقترح داينر أن للسعادة فوائد تتجاوز «الشعور بالرضا». في ورقة نشرت عام 2011، استعرض داينر وتشان ثمانية أنواع من الأدلة التي تدعم علاقة سببية من الرفاه الذاتي إلى الصحة وطول العمر. بعد فحص نتائج الدراسات الطولية والبيانات التحليلية والتجارب الحيوانية والتجارب البشرية والتجارب شبه الطبيعية، خلص داينر وتشان إلى أن الأدلة تدعم بأغلبية ساحقة الحجة التي تقول إن الرفاه الذاتي المرتفع يسبب صحة أفضل وطول العمر (داينر وتشان، 2011). وقد لخّص داينر المسارات التي تؤثر من خلالها السعادة على الصحة وطول العمر، من بينها تأثير الرفاه الذاتي على العمليات الفيزيولوجية الكامنة وراء الصحة والمرض وعلى السلوكيات الصحية وعلى تحقيق العلاقات الاجتماعية. في الوقت نفسه، أظهر داينر وزملاؤه أن زيادة الرفاه الذاتي تؤدي إلى ارتفاع الدخل وتحسين الأداء في العمل وزيادة الإبداع والإنتاجية.  وأوضحوا أن السعادة تؤدي إلى ضبط نفس أكبر وسلوكيات أكثر اجتماعية وعلاقات اجتماعية بجودة أعلى. باختصار، إن السعادة وظيفية.

### المستوى المثالي من الرفاه الذاتي
على الرغم من حسنات السعادة في العمل، يتعلق اتجاه واحد من اهتمامات داينر البحثية بالسؤال «هل يمكن أن يكون الناس سعداء للغاية؟». باستخدام بيانات مسح كبيرة وباستخدام البيانات الطولية، أظهر داينر وزملاؤه أن الكثير من السعادة يمكن أن يكون ضارًا بدخل الفرد وتعليمه ومشاركته السياسية. الأشخاص الأكثر نجاحًا في هذه المتغيرات الثلاثة هم أولئك الذين يختبرون مستويات متوسطة إلى مرتفعة من السعادة، ولكن ليس أولئك الذين يعيشون سعادة مرتفعة للغاية. مع ذلك، فإن أسعد الناس هم الأكثر نجاحًا في العلاقات الوثيقة والأعمال التطوعية.

### مستوى الدخل والرفاه الذاتي
باستخدام بيانات طولية من أكثر من 100 دولة، أظهر داينر وزملاؤه أن الدول الغنية أسعد بشكل عام من الدول الفقيرة، ويرتفع مستوى الرضا عن الحياة بالنسبة لمعظم البلدان عندما يزداد ثراؤها بمرور الوقت. حدد داينر ثلاثة عوامل تؤثر على العلاقة بين الدخل والرفاه الذاتي. يؤدي ارتفاع الدخل على الأرجح إلى زيادة الرفاه الذاتي عندما يزيد من التفاؤل والرضا المالي والازدهار المادي بين المواطنين. علاوة على ذلك، حقق داينر وزملاؤه في العلاقة بين الدخل وعناصر الرفاه الذاتي المختلفة. أوضحوا أن للدخل تأثير أقوى على تقييم الناس لحياتهم من العواطف الإيجابية أو السلبية التي يواجهونها مع مرور الوقت (دينر، كانيمان، توف، أرورا، 2010). تشير الدراسة إلى ضرورة تقييم عناصر مختلفة من الرفاه الذاتي بشكل منفصل بدل التعامل مع السعادة ككيانٍ واحد.

### قياس الرفاه الذاتي
وضع داينر بالتعاون مع زملائه ثلاثة جداول تساعد العلماء على تقييم الرفاهية. يقيس مقياس الرضا عن الحياة الأحكام المعرفية العالمية لرضا المرء عن حياته (داينر، إيمونز، لارسن، وغريفين، 1985). اقتبست المقالة الأصلية أكثر من 7400 مرة وأصبح مقياس الرضا عن الحياة المقياس الأكثر استخدامًا لتقييم مدى رضا كل إنسان عن حياته. يقيّم مقياس التجربة الإيجابية والسلبية مدى تكرار تجربة المرء لمجموعة متنوعة من المشاعر الإيجابية والسلبية. يقيس مقياس الازدهار النجاح الذي يتصوره الشخص في مجالات مهمة من الحياة مثل العلاقات وتقدير الذات والتفاؤل.

## أعمال الخير والإحسان
عام 2013، أطلق داينر وزوجته كارول، وهي عالمة نفس أيضًا،  مشروع «نوبا» بدعم من صندوق دانر التربوي. يهدف المشروع إلى خفض التكاليف المالية لطلاب علم النفس من خلال توفير بدائل مجانية متاحة على الإنترنت للكتب المدرسية حتى بدأ المشروع في النهاية بتقديم نسخ مطبوعة من كل من الكتب المدرسية المنسقة والمخصصة بسعر الكلفة. (10.95 - 17.99 دولار أمريكي).